# Günther Simon (Maler)
Günther Simon (* 1925 in Münster; † August 2013 in Siedlinghausen) war ein deutscher Maler, Karikaturist und Illustrator von Büchern  Erich Kästners und Mascha Kalékos.

## Leben
Günther Simon wurde 1925 in Münster geboren. Nach dem Abitur in Neheim im Jahr 1943 wurde er zum Reichsarbeitsdienst und zur Wehrmacht eingezogen und geriet am Ende des Zweiten Weltkriegs in Gefangenschaft, aus der er im Jahr 1949 entlassen wurde. Im Anschluss absolvierte er mehrere Ausbildungen: Die Kunst der Kirchenmalerei lernte er bei dem Expressionisten Ludwig Baur in Telgte, anschließend machte er eine Lehre und Meisterausbildung als Schriftsetzer und studierte Berufsschulpädagogik in Frankfurt am Main. Er unterrichtete Grafik und Kunst in Dortmund und Münster, später Englisch am Berufskolleg Olsberg. Er lebte in Siedlinghausen, einem Stadtteil von Winterberg im Sauerland.

## Werk
Günther Simon illustrierte bereits seit den frühen 1950er Jahren verschiedene Jugendbücher, so etwa eine Ausgabe von Mascha Kalékos Der Papagei, die Mamagei und andere komische Tiere von 1961, von Erich Kästner Von Damen und anderen Weibern (1963) und Heiterkeit in vielen Versen (1965) auf dessen Wunsch. In den 1960er und 1970er Jahren zeichnete er politische Karikaturen für verschiedene Zeitungen, etwa die Westfälischen Nachrichten und den Westkurier. Zwei Karikaturenbände erschienen unter den Titeln Endstation Baldrian und Vergiss die Peitsche nicht. Ausstellungen in Karlsruhe (1967) und Busenbach (Waldbronn) (1972) zeigten sein Frühwerk. Weitere Ausstellungen, die seine späteren Werke präsentierten, waren in verschiedenen Orten im Sauerland und in Westfalen zu sehen.
Das umfangreiche Werk der späteren Lebensjahrzehnte Simons besteht aus zahlreichen großformatigen Gemälden, die bevorzugt ausdrucksstarke Gesichter zeigten, aber auch Landschaften sowie religiöse Motive. In diesen Bildern, die er bevorzugt mit Öl auf Leinwand oder Holz malte, aber auch mit Wachsfarben oder mit Tusche zeichnete, behandelte er Themen von Schmerz, Trauer, Verzweiflung und Subjektivität, so etwa in einem Tristan-Zyklus, religiöse Themen, aber auch die Benachteiligung von Frauen in der katholischen Kirche und der Gesellschaft.

## Veröffentlichungen
- Vergiss die Peitsche nicht, Hannover: Verlag Fackelträger, 1962.
- Endstation Baldrian, Bielefeld: Eilers, 1966.